# AK-47 - Kalashnikov
AK-47 - Kalashnikov  (Kalašnikov) è un film del 2020 diretto da Konstantin Buslov incentrato sull'invenzione del fucile d'assalto AK-47 da parte di Michail Timofeevič Kalašnikov (interpretato da Jurij Borisov).

## Trama
Il piccolo Michail Kalašnikov, figlio di un contadino dei monti Altaj, lavora segretamente a un funzionale fucile giocattolo. Nel 1941, nel bel mezzo della seconda guerra mondiale, l'ormai adulto Kalašnikov comanda un carro armato nell'Armata Rossa: durante una battaglia nell'Oblast' di Brjansk, viene gravemente ferito e assiste all'incepparsi in un momento critico del nuovo mitra in dotazione all'esercito sovietico a causa di errori di progettazione. Questo lo ispira a usare il proprio talento naturale per progettare una nuova arma automatica con cui far vincere la guerra al suo Paese.
Sulla strada di casa, Kalašnikov visita la stazione di Matai in Kazakistan, dove in precedenza ha lavorato come ingegnere, ma è stato licenziato per aver utilizzato l'officina del deposito per costruire i suoi progetti di armi private. Si appella al suo ex superiore, Krotov, perché gli permetta di assemblare la sua ultima invenzione, ma Krotov rifiuta. Quando Kalašnikov propone il suo progetto a un alto ufficiale di passaggio di nome Basarov, ottiene l'autorizzazione a procedere e con l'aiuto degli operai assembla con successo la sua nuova mitragliatrice. Mentre cerca di portarlo a Basarov, viene arrestato per errore, ma un ufficiale di artiglieria prende atto del design innovativo dell'arma. Successivamente, Kalašnikov viene rilasciato ed incoraggiato a presentare il suo fucile al generale Pavel Kurbatkin, il comandante distrettuale dell'Asia centrale, che lo approva per il concorso nazionale per la progettazione di nuove armi.
Kalašnikov viene inviato a Golutvin, l'impianto di prova delle armi di Ščurov, dove deve competere contro prestigiosi progettisti di armi come Aleksej Sudaev e Sergej Korovin; lì incontra anche Ekaterina Moiseeva, sua futura moglie. Mentre la sua arma alla fine perde a causa del prototipo di Sudaev, gli viene dato il permesso di lavorare su nuovi progetti e anche i suoi amici lo incoraggiano a continuare il suo lavoro. Quando la guerra finisce, Kalašnikov ha un nuovo fucile automatico pronto e viene inviato alla fabbrica di armi Kovrovper per migliorarlo. Impaziente di vedere se funziona, viene arrestato per aver testato il suo mitra all'aperto senza autorizzazione e portato al generale Vasilij Degtjarëv, un noto progettista di armi che Kalašnikov considera il suo più feroce concorrente. Tuttavia, Degtjarëv, esprimendo il suo sincero rispetto per il talento di Kalašnikov e la superiorità del suo design, si allontana dalla concorrenza e testato in condizioni estreme (dopo essere stato immerso in acqua e sabbia), il nuovo fucile passa. Nel 1949, dopo i primi importanti test sul campo, la nuova arma viene approvata per la produzione in serie. Kalašnikov viene decorato e gli viene concesso un lungo periodo di congedo, che usa per visitare sua madre nella sua fattoria insieme a sua moglie e ai suoi figli.

## Produzione
Le riprese sono iniziata nell'agosto 2018 e si sono tenute nell'Oblast' di Mosca, in Crimea, e nelle città di Toržok (Toržokskij rajon di Tver') e Šušary (Puškinskij rajon di San Pietroburgo).  La scena iniziale della battaglia dei carri armati è stata girata presso i teatri di posa Voenfil'm a Medyn' (Oblast' di Kaluga). La Mosfil'm ha lavorato ai costumi e oggetti di scena, mentre i modelli delle armi sviluppati da Kalašnikov sono stati appositamente ricostruiti secondo i progetti forniti dal Museo storico militare di artiglieria, del genio e del Corpo delle comunicazioni di San Pietroburgo.

## Distribuzione
L'anteprima del film è avvenuta il 15 febbraio 2020 ad Iževsk. È stato distribuito nelle sale cinematografiche russe da Megogo Distribution a partire dal 20 febbraio seguente.